# Mediapersoonlijkheid
Een mediapersoonlijkheid is iemand die bekend is geworden door zijn of haar aanwezigheid in de media, zoals televisie, radio (gevestigde media), sociale media of andere vormen van massacommunicatie. Deze persoon heeft vaak een publieke bekendheid verworven door een bepaald talent, een specifieke rol of zelfs gewoon door regelmatig in de media te verschijnen.
Mediapersoonlijkheden kunnen bijvoorbeeld presentatoren, journalisten, acteurs, zangers, influencers of sporters zijn. Er zijn TV-formules voor spelshows waar het deelnemersveld bestaat uit mediapersoonlijkheden.